# Cynipencyrtus flavus
Cynipencyrtus flavus ist die einzige Art der Hautflüglerfamilie Cynipencyrtidae innerhalb der Überfamilie der Erzwespen (Chalcidoidea). Die Art wurde 1928 von dem japanischen Entomologen Tei Ishii erstbeschrieben und der neu eingerichteten Gattung Cynipencyrtus innerhalb der Encyrtidae zugewiesen.

## Taxonomie
Die Gattung Cynipencyrtus umfasste anfangs zwei Arten, C. bicolor Ishii, 1928 und C. flavus. Die beiden Arten wurden von Tachikawa (1978) synonymisiert. LaSalle und Noyes (1985) verschoben die monotypische Gattung in die Tanaostigmatidae, jedoch mit dem Hinweis, dass diese Art stark von den restlichen Vertretern der Tanaostigmatidae abwich. Gibson (1989) schloss anhand morphologischer Untersuchungen, dass die Gattung Cynipencyrtus gemeinsam mit den restlichen Tanaostigmatidae eine Schwestergruppe der Encyrtidae darstellten. Dabei bildete laut Gibson Cynipencyrtus aufgrund gemeinsamer Merkmale das am nächsten verwandte Taxon zu den Encyrtidae. Heraty et al. (2013) bestätigten die Stellung der Gattung Cynipencyrtus innerhalb einer eigenen Familie. Burks et al. (2022) stellten anhand molekularbiologischer Studien fest, dass die Cynipencyrtidae gemeinsam mit den Epichrysomallidae, Melanosomellidae, Ormyridae und Tanaostigmatidae eine Klade bilden, die einen Bezug zu Pflanzengallen hat.

## Merkmale
Die Erzwespen sind etwa 1,5 mm lang und meist gelb oder orange-gelb gefärbt. Das Metasoma ist manchmal braun oder braun-gelb gefärbt. Im Folgenden eine Beschreibung der Art basierend auf LaSalle und Noyes (1985). Außer den Genitalien gibt es offenbar keine besonderen Abweichungen zwischen den Geschlechtern. Der Kopf ist zwischen den Augen gewölbt. Der Scheitel ist in der Frontansicht deutlich höher als der dorsale Augenrand. Der Hinterhauptrand ist schmal gerundet. Die Ocelli (Punktaugen) sind klein und weit voneinander getrennt. Der Abstand der seitlichen Ocelli zu den Facettenaugen beträgt etwa den doppelten Ocelli-Durchmesser sowie der Abstand der seitlichen Ocelli zum medianen Ocellus beträgt das Fünffache des Ocelli-Durchmessers. Die Fühler sind tief im Gesicht, unterhalb der Höhe des ventralen Augenrands, eingelenkt. Die Mandibeln weisen drei Zähne auf. Die Fühler weisen zwei Anelli und 6 Funikularglieder auf. Die beiden basalen Funikularglieder sind sehr klein, nur geringfügig größer als die Anelli, und schwierig als solche zu erkennen. Der Scapus ist verlängert. Die Fühlerkeule wird durch ein Glied mit zwei sehr schwachen Quernähten gebildet. Das Mesosoma weist ein quergerichtetes Pronotum auf, welches dorsal klar sichtbar ist. Der Hinterrand des Pronotum überragt den Prepectus und verdeckt dadurch diesen teilweise. Das Mesoscutum ist ohne Notauli. Der Pepectus ist groß und hinten geschwollen. Er wird hinten teilweise vom Pronotum verdeckt und ist hinten breit mit dem Mesopleuron verbunden. Die mittleren Coxae sind nahe dem Hinterrand des Mesopleurons eingelenkt. Die Flügel sind hyalin (durchsichtig). Die Marginalader der Vorderflügel ist geringfügig länger als die Stigmalader. Die Postmarginalader ist deutlich länger als die Marginalader. Die Hinterränder der Tergite des Metasoma sind gerade und ohne einen medialen Einschnitt. Die Cerci befinden sich hinten am Metasoma.

## Verbreitung
Nachweise von Cynipencyrtus flavus gibt es aus Japan und aus China (in den Provinzen Hebei und Shaanxi).

## Lebensweise
Cynipencyrtus flavus parasitiert mehrere Gallwespen-Arten, die ihre Gallen an Quercus serrata, eine ostasiatische Art der Eichen, und an Kastanien (Castanea) bilden. Als eine Wirtsart wird Dryocosmus kuriphilus genannt.